# 1163년

## 연호
- 남송(南宋) 융흥(隆興) 원년
- 금(金) 대정(大定) 3년
- 일본(日本) 오호(応保) 3년 / 조칸(長寛) 원년
- 서하(西夏) 천성(天盛) 15년
- 리 왕조(李朝) 찐롱바오응(正隆寶應) 원년

## 기년
- 남송(南宋) 효종(孝宗) 원년
- 금(金) 세종(世宗) 3년
- 고려(高麗) 의종(毅宗) 17년
- 서하(西夏) 인종(仁宗) 24년
- 리 왕조(李朝) 영종(英宗) 26년